# Tiféret
Tiferet "Belleza", (idioma hebreo: תפארת) es la sexta sefirá en el Árbol de la Vida de la Cábala.

## Tiféret
Tiféret es la fuerza que integra la sefira Chesed "Compasión" y Geburáh "Severidad". Esas dos fuerzas son, respectivamente, expansivas y restrictivas una sin la otra no pueden manifestar el flujo de energía divina. Tiferet es única entre las Sephirot ya que conecta con todas menos con Maljut y Dáat. Tiferet está en medio del árbol. Cinco Sefirot la rodean: Chesed, Geburáh, Netsaj, Hod, Yesod. En Cábala cristiana, Tipheret es asociada con Jesucristo. El arcángel de esta esfera es el Arcángel Miguel.

### Judías
- Bahir, traducido por Aryeh Kaplan (1995). Aronson. (ISBN 1-56821-383-2)
- The (original Hebrew) text of Bahir at wikisource.orgen inglés por R' Aryeh Kaplan (PDF) (enlace roto disponible en Internet Archive; véase el historial, la primera versión y la última).Fulltext translationBahir InterpretaciónSefer ha-Bahir (en inglés)
- Lessons in Tanya
- Kabbalah 101: Tiferet Archivado el 29 de junio de 2021 en Wayback Machine.

### No judías
- 777, Aleister Crowley (1955). Red Wheel/Weiser. (ISBN 0-87728-670-1)
- La cabala mística, Dion Fortune (1935). Weiser Books. (ISBN 1-57863-150-5)